# Heispelt
Heispelt (Luxemburgs: Heeschpelt) is een dorpje in de gemeente Groussbus-Wal en het kanton Redange in Luxemburg.
Heispelt telt 77 inwoners (2001).
Brattert · Buschrodt · Dellen · Grevels · Grosbous · Heispelt · Kuborn · Lehrhof · Rindschleiden · Wahl

Luxemburgse gemeenten · Kanton Redange · Luxemburg